# Armand-Gaston Camus

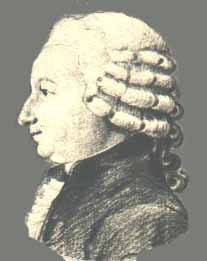
Armand-Gaston Camus (1740-1804)

Armand-Gaston Camus, född 2 april 1740 och död 2 november 1804, var en fransk politiker.
Camus var ursprungligen prästerskapets advokat i parlamentet, ivrig jansenist. Han blev 1789 medlem av nationalförsamlingen och bidrog kraftigt vid tillkomsten av den nya kyrkohförfattningen. 1792 blev han medlem av konventet, och råkade en tid i österrikisk fångenskap. Camus utväxlades och invaldes därefter i de femhundrades råd. Camus var en av de bemärkta män, som 1802 försökte hindra införandet av livstidkonsulatet.